# Kościół Narodzenia Najświętszej Maryi Panny w Rachwałowicach
Kościół pw. Narodzenia Najświętszej Maryi Panny w Rachwałowicach – polski rzymskokatolicki kościół parafialny znajdujący się w miejscowości Rachwałowice (gmina Koszyce, powiat proszowicki, województwo małopolskie).

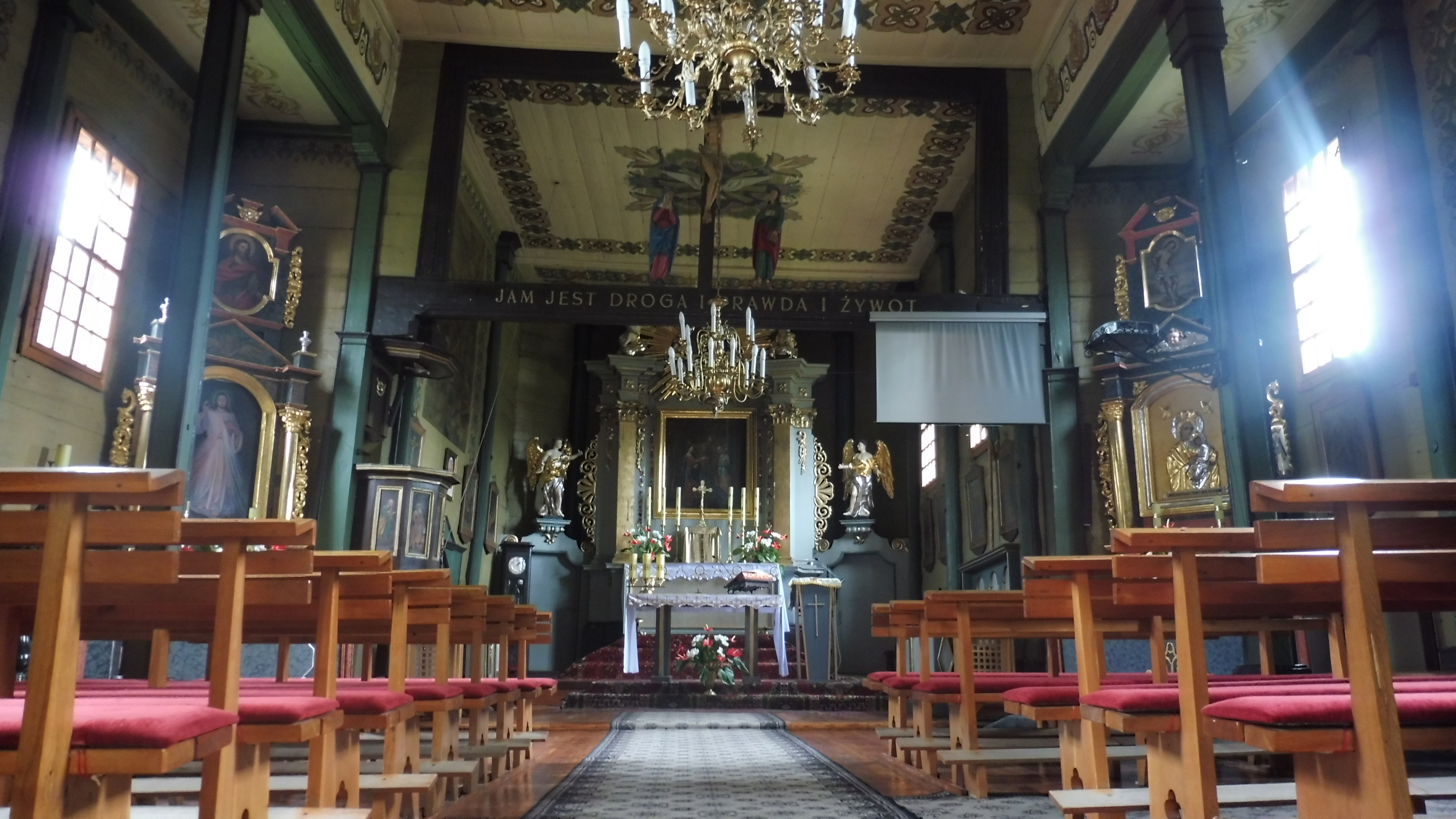
Wnętrza kościoła

## Parafia
Parafia należy do dekanatu kazimierskiego, diecezji kieleckiej, metropolii krakowskiej.

## Historia
Pierwsza informacja źródłowa o parafii pochodzi z 1326 r. Kościół, zbudowany z drewna modrzewiowego w 1542 r., został ufundowany przez ks. Wojciecha Kijewskiego. W II połowie XVI w., do roku 1596, kościołem władali protestanci. Parafianie wierni katolicyzmowi w tym okresie na nabożeństwa udawali się do Przemykowa. Powtórnej konsekracji świątyni 23 listopada 1616 r. dokonał biskup krakowski Walerian Lubieniecki.

## Wyposażenie kościoła
Wewnątrz świątyni, w ołtarzu głównym, znajduje się obraz Matki Bożej z Dzieciątkiem z XVII w. zwanej Rachwałowicką. Wizerunek otaczają liczne, w tym prawosławne wota. W lewym ołtarzu umieszczony jest obraz św. Antoniego, a na zasuwie obraz Pana Jezusa Miłosiernego. W prawym ołtarzu obraz Matki Bożej Nieustającej Pomocy. Nawę od prezbiterium oddziela belka tęczowa z napisem „Pójdźcie do mnie wszyscy”.

W latach 1950–1980 kościół był odnawiany. Z tego to okresu pochodzi polichromia wykonana przez Pawła Mitkę.
- Taraban – wielki bęben kapeli janczarskich, używany również w dawnym wojsku polskim. Miejscowy przekaz głosi, że zostawił go tu powracający spod Wiednia król Jan III Sobieski. Charakterystyczny dźwięk instrumentu rozlega się podczas procesji rezurekcyjnej i Bożego Ciała[3].
- XVI wieczna drewniana skrzynia z okuciami, w której przechowywane są m.in. relikwie bł. Wincentego Kadłubka.